# Караси (Новосибирская область)
Караси́ — деревня в Баганском районе Новосибирской области. Входит в состав Лозовского сельсовета.

## География
Площадь деревни — 24 гектара.

## Население
| 1976 | 1995 | 2002 | 2007 | 2010 |
| ---- | ---- | ---- | ---- | ---- |
| 243  | ↘146 | ↘132 | ↘118 | ↘115 |

## Инфраструктура
В деревне по данным на 2006 год функционирует 1 образовательное учреждение.